# Ernst Stahnke

Ernst Stahnke als Student, 1908 (bearbeitet)

Ernst Stahnke (* 10. Oktober 1887 in Reetz, Rügen; † 27. Oktober 1976 in Ludwigshafen am Rhein) war ein deutscher Chirurg.

## Werdegang
Stahnke studierte Medizin in Heidelberg, Berlin und Rostock, wo er 1914 promoviert wurde. In Heidelberg war er Mitglied des Corps Rhenania. 1924 habilitierte er sich an der Universität Würzburg, wo er von 1918 bis 1921 als Assistent an der Chirurgischen Klinik unter Fritz König arbeitete, im Fach Chirurgie und wurde daselbst zum außerplanmäßigen Professor ernannt. Später kam er an das St.-Marien-Krankenhaus in Ludwigshafen, wo er Chefarzt der chirurgischen Abteilung war.

## Ehrungen
- 1967: Verdienstkreuz am Bande der Bundesrepublik Deutschland
- Professor-Stahnke-Weg in Ludwigshafen am Rhein